# Liptovský Trnovec
Liptovský Trnovec es un municipio del distrito de Liptovský Mikuláš en la región de Žilina, Eslovaquia, con una población estimada a final del año 2024 de 633 habitantes.
Se encuentra ubicado al sureste de la región, cerca del curso alto del río Váh (cuenca hidrográfica del Danubio), de los montes Tatras y de la frontera con Polonia y las regiones de Prešov y Banská Bystrica.

## Demografía
| Año        | 1994 | 2004    | 2014    | 2024     |
| ---------- | ---- | ------- | ------- | -------- |
| Población  | 545  | 541     | 555     | 633      |
| Diferencia |      | −0,73 % | +2,58 % | +14,05 % |

| Año        | 2023 | 2024    |
| ---------- | ---- | ------- |
| Población  | 616  | 633     |
| Diferencia |      | +2,75 % |